# 알렉산데르 다비드 곤살레스
알렉산데르 다비드 곤살레스 시불로(스페인어: Alexander David González Sibulo, 1992년 9월 13일 ~ )는 베네수엘라의 축구 선수로 현재 에콰도르 세리에 A의 CS 에멜레크에서 라이트 백로 활약하고 있다.